# Cupa Asiei AFC 2023
Cupa Asiei AFC din 2023 a fost ediția cu numărul 18 a Cupei Asiei AFC, organizată de Confederația Asiatică de Fotbal (AFC). Aceasta a implicat 24 de echipe naționale după extinderea în 2019, cu Qatar campioană en-titre.
Pe data de 17 octombrie 2022, AFC a anunțat că turneul va avea loc în Qatar. Datorită temperaturilor ridicate de vară din Golful Persic și participării Qatarului la Cupa de Aur CONCACAF 2023, competiția a fost amânată pentru perioada 12 ianuarie – 10 februarie 2024.